# 神明神社 (ふじみ野市亀久保)
神明神社（しんめいじんじゃ）は、埼玉県ふじみ野市亀久保にある神社。地名を冠して亀久保神明神社（かめくぼしんめいじんじゃ）とも称される。

## 歴史
享保年間（1716年 - 1736年）に創建された。このとき、後に当社の別当寺となる地蔵院に、恵海法印が赴任した。恵海法印は俗名「斎藤勝之丞」といい、1546年（天文15年）の河越夜戦で討死にした斎藤丹波少輔利道の末裔である。斎藤家の守護神は大日孁貴尊であることから、現在地に元々あった稲荷社に神明社を勧請したという。稲荷社は神明社の境内社になったが、後に合祀されている。現在の境内社「稲荷神社」は1907年（明治40年）に移設されたものである。
1872年（明治5年）、近代社格制度に基づく「村社」に列せられ、1923年（大正12年）に「神饌幣帛料供進神社」に指定された。

## 文化財
- 絵馬（ふじみ野市指定有形文化財 昭和53年4月1日指定）[3]

## 交通アクセス
- ふじみ野駅より徒歩24分。